# Regentalaue zwischen Cham und Pösing
Die Regentalaue zwischen Cham und Pösing ist ein Naturschutzgebiet im Landkreis Cham in Bayern. 
Es ist ein Flusstal und Auengebiet entlang des Regen zwischen Cham und Pösing. Es liegt westlich des Stadtkerns von Cham und nördlich der B 85.

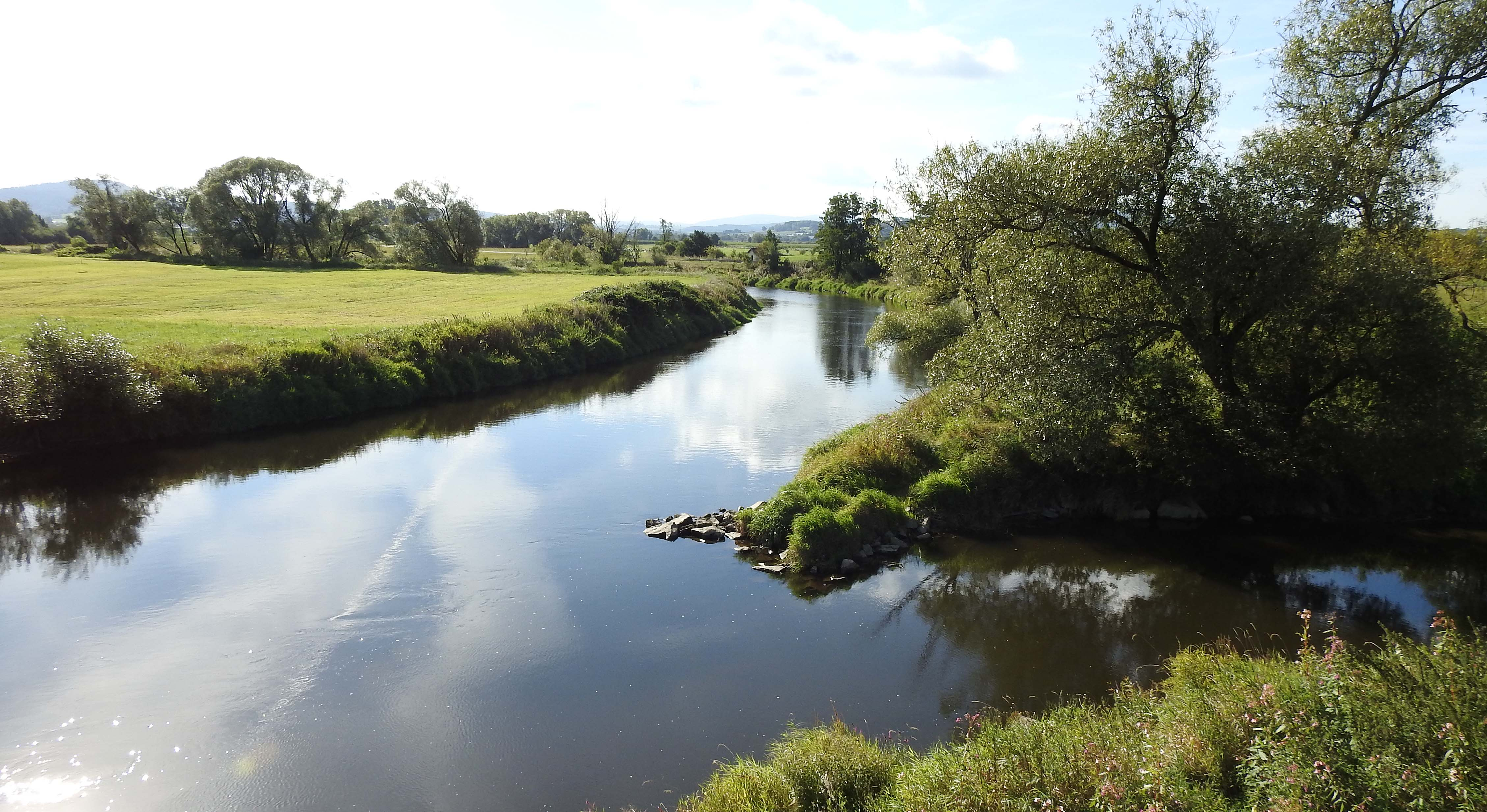
Regentalaue bei Cham: Mündung des Quadfeldmühlbachs in den Regen

## Bedeutung
Das 1.427,15 ha große Gebiet mit der Nr. NSG-00746.01 ist seit 2010 als Naturschutzgebiet ausgewiesen.